# Crispo, Crispiniano y Benedicta
Crispo, Crispiniano y Benedicta son tres mártires cristianos venerados como santos. Según fuentes hagiográficas, su martirio se produjo tras el suplicio de San Juan y San Pablo, mientras que el Acta Sanctorum ubica la muerte de los tres mártires durante el reinado del emperador Juliano, lo que situaría su martirio entre los años 361 y 363 d. C., considerándose como fecha tradicional el 27 de junio de 362.

## Acta martyrum
El martirio fue sintetizado por los bolandistas en un relato unificado recogido en el Acta Sanctorum valiéndose de dos fuentes: las actas de los santos Juan y Pablo (Acta SS. Ioannis et Pauli) y el Martyrologium Hieronymianum. La historia de los tres mártires es igualmente relatada en italiano y latín por Antonio Bosio en Roma Sotteranea.
De acuerdo con los martirologios, el suplicio de Crispo, Crispiniano y Benedicta tuvo lugar en relación con la muerte de San Juan y San Pablo, dos soldados ejecutados por orden del emperador Juliano. Crispo era presbítero, Crispiniano clérigo (no se especifica el rango), y Benedicta una venerabilis femina (mujer venerable), refiriéndose a ella las fuentes bolandistas como una virgen, si bien Bosio la llama «matrona». Juan y Pablo, condenados y a la espera de ser ajusticiados, solicitaron la presencia de Crispo, Crispiniano y Benedicta con el fin de que el primero pudiese oficiar una misa para ellos así como para que los tres pudiesen dar testimonio de sus sufrimientos a otros cristianos. Sometidos Juan y Pablo a arresto domiciliario, diez días después de su primera visita Crispo y sus compañeros trataron de ver nuevamente a ambos con el objetivo de confortarlos, pero los guardias se lo impidieron, siendo poco después los soldados ejecutados y enterrados en secreto en su propia casa. Crispo, Crispiniano y Benedicta reaccionaron ante el hecho «guardando luto en su casa, y orando cada día, y las lágrimas de sus ojos no cesaron, tanto de día como de noche», rezando por alguna señal que les indicase dónde se hallaban sepultados los restos de los dos mártires. Poco después, Dios les reveló la ubicación exacta (manifestavit illis Deus).
El acta relata inmediatamente después de este acontecimiento el proceso judicial contra los tres mártires, quienes al parecer habrían sido sorprendidos orando ante las tumbas, siendo en consecuencia arrestados para ser juzgados ante el emperador. Cuando Juliano interrogó a Crispo, este admitió la naturaleza de su oficio en la Iglesia, declarándose peccator presbyter (presbítero y pecador). Ordenado a realizar sacrificios a los dioses paganos, Crispo se negó con las siguientes palabras: «Yo ofrezco sacrificio siempre a mi Señor Dios Jesucristo, día y noche; pero a vuestros ídolos, yo no sacrifico». Enfurecido, el emperador se dirigió a Crispiniano, quien al igual que su compañero confesó su vinculación a la Iglesia, definiéndose a sí mismo como «siervo de los siervos de Dios» y rechazando ofrecer sacrificios a los dioses. Finalmente, Juliano centró su atención en Benedicta, a quien ordenó sacrificar a los ídolos paganos así como desposarse, a lo que la mujer se opuso magna voce (en voz alta): «Yo soy cristiana, y tengo a Cristo por esposo; y rechazo a vuestros dioses, como si fuesen la tierra sobre la que pisan mis pies». Esta declaración condujo a los bolandistas a suponer que Benedicta era virgen.
Tras estas declaraciones, Crispo, Crispiniano y Benedicta fueron condenados a muerte, ejecutados y sus cuerpos arrojados a perros hambrientos. Aquella misma noche y en secreto, los cadáveres de los mártires fueron rescatados por tres hombres: dos sacerdotes, Juan y Pimeneo, y un laico, Fabiano, tras lo cual los restos fueron sepultados el 28 de junio, un día después del martirio, en el hogar de Juan y Pablo, no muy lejos de las tumbas de ambos santos.

## Sepultura

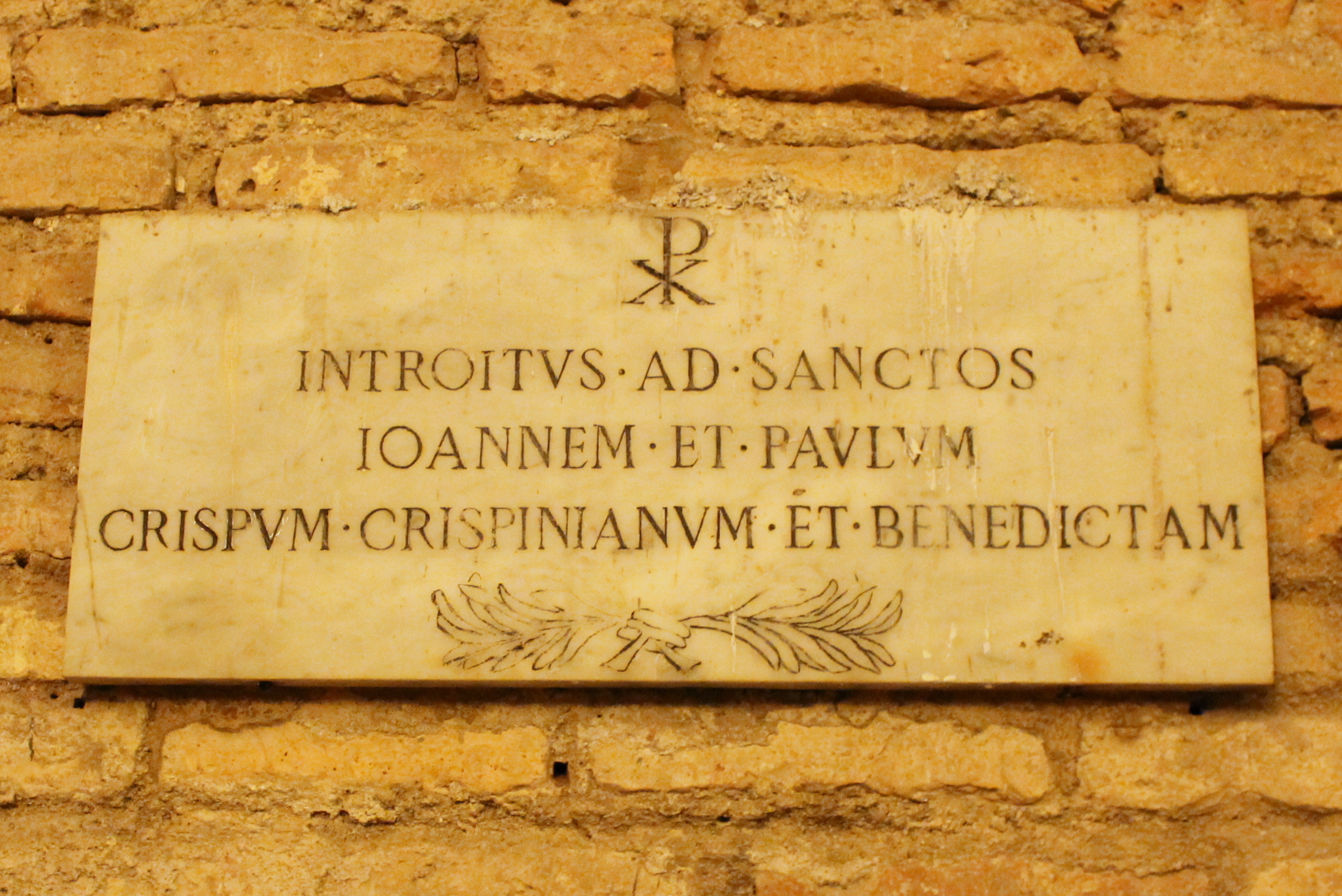
Placa indicativa de la habitación en la que fueron enterrados San Juan y San Pablo junto con Crispo, Crispiniano y Benedicta. Basílica de San Juan y San Pablo (Roma)

El lugar de enterramiento de Juan y Pablo fue convertido en la actual Basílica de San Juan y San Pablo, en la Colina de Celio (Roma). Excavaciones arqueológicas llevadas a cabo bajo la basílica en el siglo XIX revelaron un complejo de viviendas romanas así como evidencias de una confessio (templo devocional) señalando la sepultura de los mártires. Las construcciones emplazadas bajo la iglesia han estado ligadas desde hace siglos a los santos Juan y Pablo: un documento fechado en el año 499 se refiere a un titulus Byzantis y a un titulus Pammachi, lo que tal vez pudo suponer una confusión entre el nombre del titulus de los hogares romanos y el de la iglesia levantada encima. El titulus en cuestión se identifica con el titulus Byzantis debido a que las Actas de los Santos establecen que Crispo, Crispiniano y Benedicta fueron martirizados y sepultados en el ábside de la basílica erigida por los bizantinos en el año 364. De hecho, tres nichos excavados en la toba volcánica de la confessio han sido tradicionalmente interpretados como el lugar de enterramiento de los tres mártires.
La decoración del templo está fechada a finales del siglo IV, mostrando los frescos de las paredes dos figuras masculinas en actitud de oración las cuales representan probablemente a Juan y Pablo. Por su parte, otra escena muestra el arresto de tres personas, identificadas como Crispo, Crispiniano y Benedicta. En consonancia con los registros del martirio, un perro es mostrado junto a las autoridades romanas encargadas de la ejecución.